# Baryscapus holbeini
Baryscapus holbeini är en stekelart som först beskrevs av Girault 1917.  Baryscapus holbeini ingår i släktet Baryscapus och familjen finglanssteklar. Inga underarter finns listade.